# Audi Q6 e-tron
Audi Q6 e-tron este un crossover SUV de clasă medie de lux electric cu baterii, produs de Audi din 2023.

## Prezentare
Q6 e-tron a fost prezentat pe 4 septembrie 2023 la Munich Motor Show 2023. Se bazează pe Volkswagen Group Premium Platform Electric dezvoltat în comun de Audi și Porsche. Producția a început oficial pe 8 noiembrie 2023.

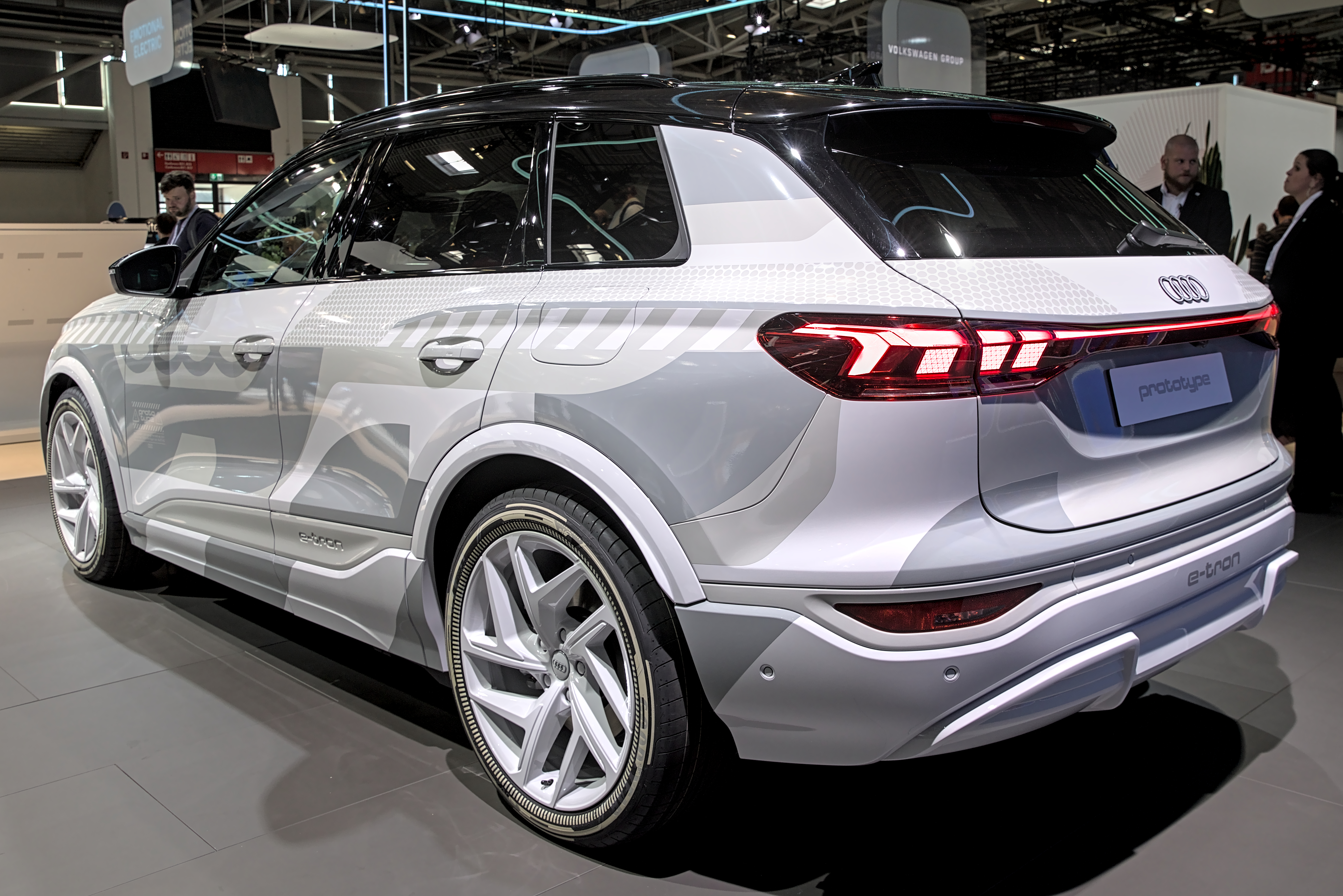
În spate
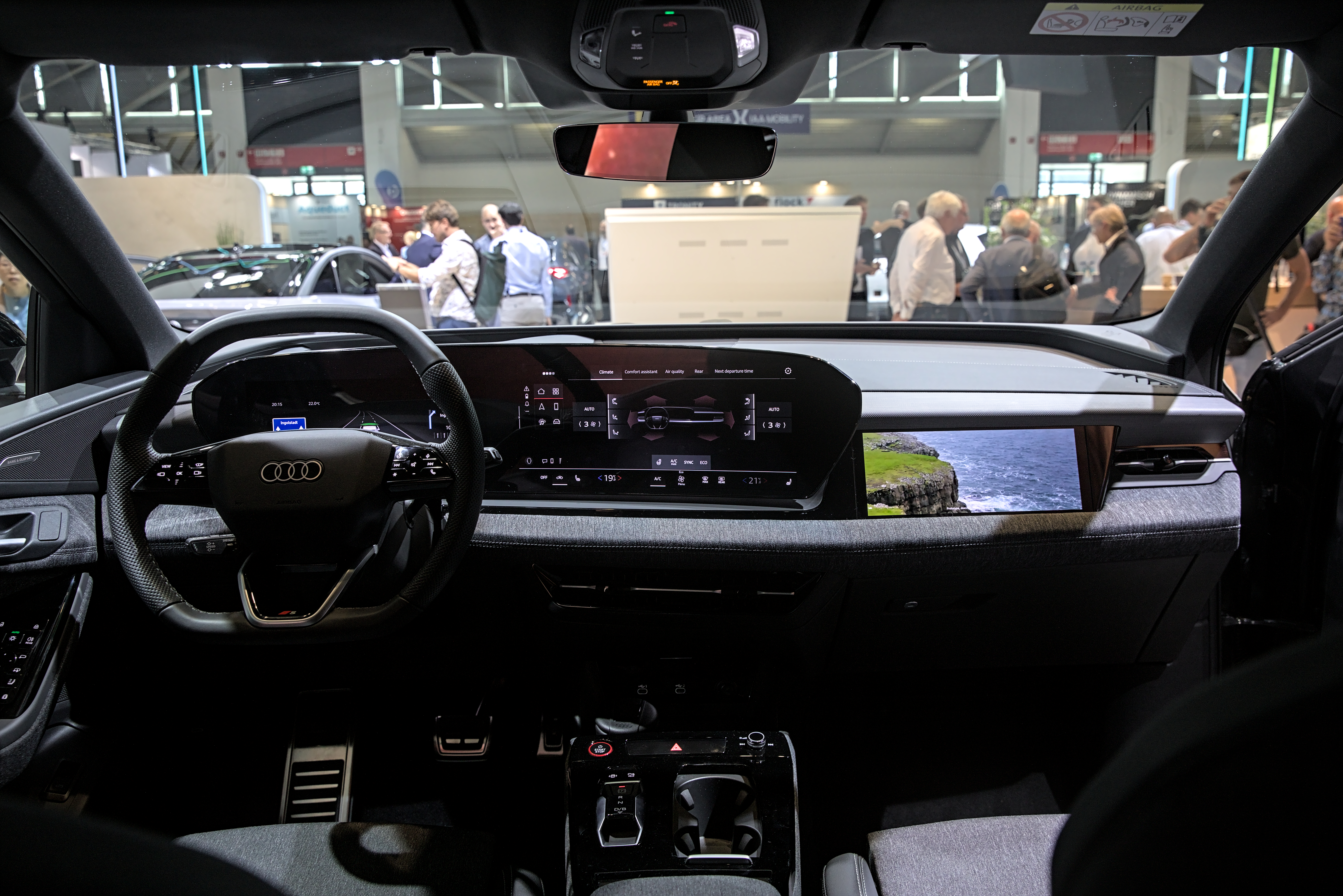
În interior